# Província de Satsuma
Satsuma (薩摩国, Satsuma no Kuni) foi uma antiga província do Japão na parte ocidental da prefeitura de Kagoshima na ilha de Kyūshū. Sua abreviação é Sasshū (薩州). 

Mapa das províncias japonesas (1868) com a província de Satsuma em destaque

Durante o Período Sengoku, Satsuma era um feudo dos daimyō Shimazu, que dominava a maior parte do sul de Kyūshū a partir do seu castelo na cidade de Kagoshima.
Em 1871, com a abolição dos domínios feudais e a criação de prefeituras após a Restauração Meiji, as províncias de Satsuma e Ōsumi foram combinadas para formar a prefeitura de Kagoshima.  
Satsuma era uma das principais províncias opostas ao Xogunato Tokugawa no século XIX.  Por isso, a oligarquia que subiu ao poder com a "Restauração Meiji" de 1868 tinha uma forte representação de Satsuma, com líderes como Ōkubo Toshimichi e Saigō Takamori ocupando posições-chave no governo.
Satsuma é conhecida pela sua produção de batata-doce, conhecida no Japão como 薩摩芋 (satsumaimo ou "Batata de Satsuma").